# Tim Skarke
Ta strona jest pod opieką Wikiprojektu Piłka nożna, którego celem jest rozwijanie artykułów z dziedziny piłki nożnej. Jeśli chcesz współuczestniczyć w projekcie, odwiedź jego stronę, gdzie można przyłączyć się do dyskusji i zobaczyć listę otwartych zadań.
Tim Skarke (ur. 7 września 1996 w Heidenheim an der Brenz) – niemiecki piłkarz grający na pozycji napastnika w klubie Union Berlin.